# 副署
副署是指文件上的第二个或更多个签名。例如，由公司代表签署的合约或其他正式文件可由其主管签署以验证权力代理。另外，汇票或其他金融工具可能在收到时签署一次，在缴齐款项时同一人再签署一次。
需要副署的例子之一是特定情況下申请英国护照。
在某些君主立宪制或议会共和制中，國家元首（君主或总统）的命令在政府首脑副署或立法机构的主持官员颁布议会决议前无效。